# Pseudomys apodemoides
Pseudomys apodemoides — невеликий нічний гризун, що мешкає в західних і північно-західних областях Вікторії, Австралія.

## Морфологічні особливості
Вид має довжину від 65 до 95 мм без хвоста, довжину хвоста від 90 до 115 мм і вагу від 16 до 22 г. Довжина задніх лап становить від 20 до 23 мм, а вуха — від 16 до 19 мм. Зверху до сріблясто-сірого хутра змішані світло-коричневі волоски. Кордон білої нижньої сторони досить чіткий.

## Спосіб життя
Особини риють підземні нори в укритті чагарнику, який зазвичай належить до виду Banksia ornata. Гніздо має кілька майже вертикальних тунелів, які досягають 1,5 метрів у глибину, різноманітні горизонтальні ходи та сферичну камеру, вкриту мульчею з кори та листям. Ця австралійська миша харчується переважно насінням рослин, які доповнені квітами, пилком, грибами, комахами та іншими членистоногими.